# 張崑雄
張崑雄（1936年10月14日—），台灣魚類學家，高雄市人，曾任職於中央研究院、國立臺灣大學及國立中山大學等單位。

## 經歷
張崑雄於1936年生於高雄市，是當地仕紳張南離的三子。1960年畢業於國立臺灣大學動物學系（該系大學部已併入生命科學系，研究所部分分拆為獨立的動物學研究所）學士學位。後前往日本東京大學就讀，分別於1964和1968年獲得農學碩士、博士學位。返回台灣後進入國立臺灣大學理學院任教，之後曾擔任中央研究院動物學研究所（今中央研究院細胞與個體生物學研究所）副所長、所長。1981年起在國立中山大學擔任海洋生物研究所所長、海洋資源學系系主任、文理學院院長、理學院院長以及海洋科學學院院長、海洋科學研究中心主任等職務。以及中央研究院學術諮詢總會執行秘書。1993年借調至行政院國家科學委員會前往日本東京擔任臺北駐日本經濟文化代表處科學組組長，2003年退休返回台灣。之後曾在國立臺灣海洋大學環境生物與漁業科學研究所任教。2010年起擔任財團法人國際海洋永續文化經濟及環境保護基金會執行長。
另外，張崑雄曾擔任中國生物學會、中華民國自然與生態攝影學會、中華民國溪流環境協會等民間單位理事長。

## 研究
張崑雄的研究主要是在海洋生態、漁業生物方面。
1977年台灣基隆外海發生布拉哥油輪漏油事件，當時張崑雄擔任海洋油污事件緊急應變小組召集人。

## 榮譽與獎項
- 1973年第十一屆中華民國十大傑出青年[5]。
- 張崑雄拍攝的《台灣沿海魚類生態》是台灣第一部水下16mm電影，並獲得第一屆金穗獎[6]。
- 1980年「海洋牧場的開發」獲頒金馬獎最佳紀錄片。
- 1980年12月，著作「臺灣自然大系－臺灣珊瑚魚類」獲頒圖書著作之金鼎獎。

## 著作
- 《魚兒的世界》，張崑雄，台灣新生報，1979年1月30日
- 《台灣的珊瑚魚類》，張崑雄，渡假出版社，1994年7月1日。ISBN 9789576230530
- 《看見台灣的海洋世界》，張崑雄，文經社，2014年3月1日。ISBN 9789576637162

## 家庭
張崑雄的女兒張東君是生物科學普及作家
。

## 外部連結
- 國寶級海洋專家─張崑雄《國家公園》，2007年3月。
- 張崑雄先生其人其事
- 張崑雄喜慶七十七歲華誕10/29/2012[永久] 台灣水產電子報，水產出版社。